# 吴定翁
吴定翁（1263年—1339年），字仲谷，一字北斋，元朝抚州临川（今江西省抚州市临川区）人。
他的祖先宋朝初年从金陵迁到临川。吴定翁小时候俨然如成人，寒暑衣冠整齐不懈怠，清修文雅，与孫轍齐名。最善作诗，揭傒斯称他诗文幽茂疏淡，可比盧摯。跟随曾子良学习，讲授乡里。御史及江西地方长官，多次征辟推荐他为官，他终身没有应召。程鉅夫曾经给他写信：“临川士友及门者，相踵而来，怎么相望足下耿耿如玉人，而不得相见啊！”吴定翁曾经说：“士无求用于世，惟求无愧于世。”人们以为名言。